# OTO TO TABI
OTO TO TABI（おととたび）は、北海道札幌市で行われている音楽フェスティバルである。
"北海道の冬に音楽フェスを"との想いから、2011年にスタートした「ただの音楽好きが集まってつくっている」インディペンデントの冬の音楽イベントで、アートやデザイン・飲食や雑貨マーケットも楽しめるイベントとなっている。

## OTO TO TABI vol.1
開催日：2011年2月5日(土)
開催場所：JRタワー プラニスホール

### 出演者
- 曽我部恵一
- 七尾旅人
- Predawn
- スモゥルフィッシュ
- 青空教室

## OTO TO TABI vol.2
開催日：2012年2月3日(金)・4日(土)
開催場所：Sound Lab mole（前夜祭）・JRタワー プラニスホール（本祭）

### 出演者（本祭）
- 向井秀徳アコースティック＆エレクトリック
- Predawn
- Olololop
- なかにしりくトリオ。

### 出演者（前夜祭）
- DE DE MOUSE

他

## OTO TO TABI vol.3
開催日：2013年1月19日(土)
開催場所：昼の部 JRタワー プラニスホール・夜の部 Sound Lab mole

### 出演者（昼の部）
- キセル
- ハンバート ハンバート
- 地球の危機
- ututu
- アキオカマサコ

### 出演者（夜の部）
- DJ BAKU
- DJ KEN (ILL DANCE MUSIC./MIC JACK PRODUCTION 「ALTERNA.」)

他

## OTO TO TABI 2014
開催日：2014年2月22日(土)
開催場所：サッポロファクトリーホール、cube garden（2会場同時開催）

### 出演者
- bonobos
- 奇妙礼太郎トラベルスイング楽団
- 七尾旅人
- OGRE YOU ASSHOLE
- TOWA TEI
- Fragment
- Predawn
- Kidori Kidori
- 田渕ひさ子
- Chima
- chikyunokiki
- オトノエ
- 青空教室
- ALICEPACK
- 大脇一起（モノポックル）
- DJ YEN

## OTO TO TABI  2015
開催日：2015年3月7日(土)
開催場所：Zepp Sapporo、DUCE、鴨々川サルーン （3会場同時開催）

### 出演者
- ペトロールズ
- N'夙川BOYS
- トクマルシューゴ
- group_inou
- sleepy.ab
- 浅草ジンタ
- バクバクドキン
- Predawn
- D.W.ニコルズ
- 本棚のモヨコ
- Chima
- あららら
- YOU SAID SOMETHING
- 青空教室
- 山田祐伸＋横山祐太
- なかにしりくファミリー

## OTO TO TABI 2016
開催日：2016年3月19日(土)
開催場所：札幌芸術の森　アートホール

### 出演者
- Koji Nakamura（Koji Nakamura（Vo, Gt, Syn）、沼澤尚（Dr / THEATRE BROOK）、田渕ひさ子（G / bloodthirsty butchers、toddle、LAMA）、345（B / 凛として時雨、geek sleep sheep））
- 天才バンド
- 蓮沼執太
- 長岡亮介（ペトロールズ）
- 青葉市子
- DJみそしるとMCごはん
- D.A.N.
- sleepy.ac
- NYANTORA
- Chima
- Ancient Youth Club
- MODELS
- 祭太郎
- OTO TO TABI SESSION

## OTO TO TABI "DOPES"&"SWAYS"
札幌の国際コンベンション“NoMaps2016”とコラボレーションしたスピンオフイベントとして開催。
開催日：2016年10月15日(土)・16(日)
開催場所：Bessie Hall

### 出演者（DOPES）
- DALLJUB STEP CLUB
- DOTAMA
- LARGE IRON
- olololop

### 出演者（SWAYS）
- toconoma
- D.W.ニコルズ
- DAOKO
- DJ Oshio.

## OTO TO TABI 2017
開催日：2017年3月11日(土)
開催場所：札幌芸術の森　アートホール

### 出演者
- サニーデイ・サービス
- WONK
- Awesome City Club
- 七尾旅人
- chikyunokiki
- Chima
- 長岡亮介（ペトロールズ）
- beatsunset（GUEST:松竹谷清）
- Predawn
- MOROHA
- 祭太郎
- 勝井祐二×ナカコー
- The Cynical Store
- Seiho
- TAMTAM(mini set)
- Nyantora
- NOT WONK
- PARKGOLF
- BENBE
- 成山剛（sleepy.ab）
- [DJ] ROCK'IN'JECTION

## OTO TO TABI 2018
開催日：2018年3月3日(土)
開催場所：札幌芸術の森　アートホール

### 出演者
- OGRE YOU ASSHOLE
- Awesome City Club（Acoustic SET）
- CHAI
- Polaris
- 泉まくら
- 柴田聡子
- ZOMBIE-CHANG
- chikyunokiki
- 成山剛（sleepy.ab）
- MUGAMICHIRU[ナスノミツル＋中村達也＋ナカコー]
- 祭太郎
- The Cynical Store
- STUTS
- Seiho
- 中村達也
- Nyantora
- PARKGOLF
- Fmifmi
- YOU SAID SOMETHING
- [DJ]OSSO
- あららら
- うえだりょうた
- なかにしりく
- BENBE
- 山田祐伸＋横山祐太＋塚野洋平
- ワタナベシンゴ(THE BOYS&GIRLS)
- [DJ] ROCK'IN'JECTION

## OTO TO TABI 2019
開催日：2019年3月2日(土)
開催場所：札幌芸術の森　アートホール　他

### 出演者
- 蓮沼執太フィル
- iri
- カネコアヤノ（バンドセット）
- toe
- U-zhaan×環ROY×鎮座DOPENESS
- 小山田壮平
- KID FRESINO
- STUTS
- chikyunokiki
- Predawn
- 祭太郎[Opening Act]
- あららら
- 金子智也
- 小林うてな
- なかにしりく×いわたありさ
- 成山 剛（sleepy.ab）
- BENBE
- 山田祐伸＋横山祐太＋塚野洋平
- OSSO
- higecat
- ROCK'IN'JECTION